# Contact (phim)
Contact (tiếng Việt: Tiếp xúc) là một bộ phim khoa học viễn tưởng Mỹ năm 1997 của đạo diễn Robert Zemeckis. Đây là bộ phim chuyển thể từ tiểu thuyết cùng tên năm 1985 của Carl Sagan; Sagan và vợ Ann Druyan đã viết phác thảo câu chuyện cho bộ phim. Jodie Foster miêu tả nhân vật chính của bộ phim, Tiến sĩ Eleanor "Ellie" Arroway, một nhà khoa học của SETI, người tìm thấy bằng chứng mạnh mẽ về cuộc sống ngoài trái đất và được chọn để tiếp xúc lần đầu. Phim còn có sự tham gia của Matthew McConaughey, James Woods, Tom Skerritt, William Fichtner, John Hurt, Angela Bassett, Rob Lowe, Jake Busey và David Morse.Carl Sagan và Ann Druyan bắt đầu làm việc cho bộ phim vào năm 1979. Cùng nhau, họ đã viết một bộ phim dài hơn 100 trang và thiết lập Liên hệ tại Warner Bros. với Peter Guber và Lynda Obst làm nhà sản xuất. Khi sự phát triển bị đình trệ trên phim, Sagan đã xuất bản cuốn Liên hệ như một cuốn tiểu thuyết vào năm 1985, và bộ phim chuyển thể đã được trẻ hóa vào năm 1989. Roland Joffé và George Miller đã lên kế hoạch để đạo diễn nó, nhưng Joffé đã từ bỏ năm 1993, và Warner Bros đã sa thải Miller vào năm 1993 1995. Robert Zemeckis cuối cùng đã được thuê để chỉ đạo, và việc quay phim cho Liên hệ kéo dài từ tháng 9 năm 1996 đến tháng 2 năm 1997. Sony Pictures Imageworks xử lý hầu hết các chuỗi hiệu ứng hình ảnh.
Bộ phim được phát hành vào ngày 11 tháng 7 năm 1997. Doanh thu được hơn $ 171 triệu trên toàn thế giới. Bộ phim đã giành giải thưởng Hugo cho Bài thuyết trình kịch hay nhất và nhận được nhiều giải thưởng và đề cử tại Giải thưởng Saturn.

## Nội dung
Tiến sĩ Ellie Arroway làm việc cho chương trình SETI tại Đài thiên văn Arecibo ở Puerto Rico. Được hướng dẫn vào khoa học và giao tiếp bởi người cha đã mất, cô lắng nghe khí thải từ không gian, với hy vọng tìm thấy bằng chứng về sự sống ngoài hành tinh. David Drumlin, cố vấn khoa học của tổng thống, lấy tiền từ SETI, vì ông tin rằng nỗ lực này là vô ích. Arroway nhận được sự ủng hộ từ Hadden Industries, được điều hành bởi nhà công nghiệp tỷ phú bí mật S. R. Hadden, cho phép cô tiếp tục dự án tại Very Large Array (VLA) ở New Mexico.
Bốn năm sau, khoảng năm 1996, khi Drumlin tìm cách đóng SETI, Arroway phát hiện ra tín hiệu lặp lại một chuỗi các số nguyên tố, dường như được gửi từ hệ thống sao Vega cách đó khoảng 26 năm ánh sáng. Thông báo này khiến Drumlin và Hội đồng An ninh Quốc gia do Michael Kitz dẫn đầu cố gắng giành quyền kiểm soát cơ sở này. Nhóm của Arroway phát hiện ra một video ẩn trong tín hiệu: Địa chỉ mở của Adolf Hitler tại Thế vận hội Mùa hè 1936 ở Berlin, Đức. Arroway và nhóm của cô cho rằng đây sẽ là tín hiệu truyền hình đầu tiên đủ mạnh để rời khỏi tầng điện ly của Trái đất, đến Vega và được truyền trở lại.
Dự án được đặt dưới sự bảo mật chặt chẽ, và tiến độ của nó đã diễn ra trên toàn thế giới. Arroway thấy rằng tín hiệu cũng chứa hơn 63.000 trang dữ liệu không thể mã hóa. S. R. Hadden ẩn dật gặp gỡ với Arroway để cung cấp phương tiện để giải mã các trang. Các trang tiết lộ sơ đồ cho một máy phức tạp được xác định là một loại vận chuyển cho một người cư ngụ.
Các quốc gia trên thế giới tài trợ cho việc chế tạo máy tại Cape Canaveral. Một bảng điều khiển quốc tế được lắp ráp để chọn một ứng cử viên để đi du lịch trong máy. Mặc dù Arroway là người đi trước, nhưng hy vọng của cô đã bị triết gia Christian Christian Joss, một thành viên hội đồng quản trị mà Arroway gặp và một thời gian ngắn tham gia một cách lãng mạn vào Puerto Rico. Khi anh ta chú ý đến chủ nghĩa vô thần của cô, hội thảo chọn Drumlin, làm đại diện nhiều hơn cho nhân loại. Khi cỗ máy được thử nghiệm lần đầu tiên, một kẻ khủng bố tôn giáo đã phá hủy cỗ máy trong một vụ đánh bom tự sát, giết chết Drumlin và một số người khác.
Một Hadden bị ung thư, hiện đang cư trú trên trạm vũ trụ Mir, tiết lộ với Arroway rằng công ty của anh ta đã bí mật chế tạo một cỗ máy thứ hai tại Nhật Bản và Arroway sẽ là người đi. Được trang bị một số thiết bị ghi âm, Arroway đi vào vỏ của máy, sau đó được thả vào ba vòng tròn xoay nhanh chóng, khiến cho vỏ có thể di chuyển qua một loạt các lỗ sâu đục. Arroway nhìn thấy một cấu trúc giống như mảng vô tuyến tại Vega và có dấu hiệu của một nền văn minh tiên tiến trên một hành tinh khác. Sau đó, cô tìm thấy chính mình trên một bãi biển, tương tự như một bức tranh thời thơ ấu mà cô đã vẽ ở Pensacola, Florida, và một nhân vật tiếp cận trở thành người cha quá cố của cô. Arroway nhận ra anh ta là người ngoài hành tinh lấy hình dạng của cha cô và cố gắng đặt câu hỏi. Người ngoài hành tinh nói với cô rằng phong cảnh và hình thức quen thuộc đã được sử dụng để giúp cô tiếp xúc lần đầu dễ dàng hơn và hành trình này chỉ là bước đầu tiên của loài người để gia nhập các loài sinh vật không gian khác.
Arroway bất tỉnh khi cô bắt đầu du hành trở lại qua một hố sâu. Cô tỉnh dậy và thấy mình nằm trên sàn của cái kén, đội điều khiển nhiệm vụ liên tục ca ngợi cô. Cô biết được rằng, từ bên ngoài cỗ máy, có vẻ như vỏ quả chỉ rơi qua vòng của máy và rơi vào lưới an toàn. Arroway khẳng định rằng cô đã đi được khoảng 18 giờ, nhưng các thiết bị ghi âm của cô chỉ hiển thị tiếng ồn. Một Ủy ban của Quốc hội được thành lập và suy đoán rằng tín hiệu và máy móc là một trò lừa bịp được thiết kế bởi Hadden hiện đã chết. Arroway yêu cầu Ủy ban chấp nhận sự thật về lời chứng của cô về đức tin. Trong một cuộc trò chuyện trực tuyến, riêng tư, quan chức của Kitz và Nhà Trắng Rachel Constantine phản ánh về thông tin bí mật rằng, mặc dù thiết bị ghi âm của Arroway chỉ ghi lại tiếng ồn, nhưng nó đã ghi lại 18 giờ. Arroway và Joss tái hợp và Arroway nhận được hỗ trợ tài chính liên tục tại VLA.

## Phân vai
Jodie Foster trong vai Tiến sĩ Eleanor "Ellie" Ann Arroway Jena Malone khi còn trẻ Ellie
• Matthew McConaughey trong vai Palmer Joss
• David Morse trong vai Theodore Arroway
• Tom Skerritt trong vai Tiến sĩ David Drumlin
• James Woods trong vai Michael Kitz
• John Hurt trong vai S. R. Hadden
• William Fichtner trong vai Kent Clarke, một nhân vật bắt nguồn từ Kent Cullers
• Angela Bassett trong vai Rachel Constantine
• Jake Busey trong vai Joseph
• Rob Lowe là Richard Rank
• Geoffrey Blake trong vai Fisher
• Max Martini trong vai Willie
• Steven Ford trong vai Thiếu tá John Russell

## Trường quay
Việc quay phim bắt đầu vào ngày 24 tháng 9 năm 1996 và kết thúc vào ngày 28 tháng 2 năm 1997. Buổi chụp đầu tiên diễn ra tại Very Large Array (VLA) gần Socorro, New Mexico. "Tất nhiên, quay tại VLA là ngoạn mục nhưng cũng là một trong những khía cạnh khó khăn nhất trong quá trình quay phim của chúng tôi", nhà sản xuất Steve Starkey nói. "Đây là một cơ sở làm việc, vì vậy để chúng tôi hoàn thành các cảnh quay cho bộ phim, chúng tôi đã phải đàm phán với Quỹ khoa học quốc gia về 'kiểm soát món ăn' để di chuyển các món ăn theo hướng chúng tôi cần để thực hiện cảnh quay ấn tượng nhất cho câu chuyện. Sau những tuần quay đầu tiên đầy gian nan ở New Mexico và Arizona, việc sản xuất cho Liên đã quay trở lại Los Angeles trong 5 tháng để quay tại địa điểm và sân khấu âm thanh sử dụng tổng cộng chín âm trường tại Warner Bros. Các studio ở Burbank và Culver Studios. Tất cả cùng nhau, bộ phận nghệ thuật đã tạo ra hơn 25 bộ.
Trong nỗ lực tạo ra cảm giác chân thực cho cốt truyện, các nhà bình luận chính của CNN đã viết kịch bản cho Liên hệ. Hơn 25 phóng viên tin tức từ CNN đã có vai trò trong bộ phim, và các chương trình CNN, Larry King Live và Crossfire cũng được đưa vào. Ann Druyan xuất hiện trong vai trò khách mời, tranh luận với nhân vật của Rob Lowe, Richard Rank, trên Crossfire. Vào tháng 1 năm 1997, một đơn vị thứ hai đã được gửi đến Puerto Rico trong một tuần tại Đài thiên văn Arecibo.
Công việc đơn vị thứ hai khác diễn ra ở Fiji và Newfoundland, Canada. Cũng cần thiết cho việc sản xuất là một loạt các chuyên gia tư vấn kỹ thuật từ Viện SETI, Viện Công nghệ California, VLA và cựu nhân viên Nhà Trắng để tư vấn về Washington D.C. và các vấn đề giao thức của chính phủ. Sagan đã đến thăm trường quay một số lần, nơi anh cũng giúp viết lại vào phút cuối. Việc quay phim bị trì hoãn trong một thời gian ngắn với tin tức về cái chết của anh ấy vào ngày 20 tháng 12 năm 1996. Liên hệ được dành riêng cho Sagan: "For Carl" xuất hiện trên màn hình lúc mờ dần.
Nhà quay phim Don Burgess đã quay bộ phim ở định dạng biến dạng bằng máy quay Panavision, cũng như sử dụng định dạng lớn 65 mm và VistaVision để chụp các hiệu ứng đặc biệt. Các nhà thiết kế âm thanh đã sử dụng phần mềm Pro Tools để trộn âm thanh, được thực hiện tại Skywalker Sound.

## Âm nhạc
Điểm ban đầu được sáng tác bởi Alan Silvestri, hầu hết được phát hành vào ngày 19 tháng 8 năm 1997, bởi Warner Bros. Records. Điểm đầy đủ dài khoảng một giờ, trong đó có 44 phút trên CD, bao gồm mọi gợi ý chính. Ca khúc CD mang tên "Good to Go" có phần mở đầu hơi khác biệt, một mô-típ ngắn bằng đồng không có trong bộ phim nhưng tất cả các tín hiệu khác giống hệt nhau trong việc phối hợp với bộ phim.
Bản phát hành DVD Phiên bản đặc biệt của Vùng 2 chứa bản nhạc bị cô lập 5.1, thể hiện số điểm hoàn chỉnh (tính năng này, như với nhiều điểm riêng biệt, không được đề cập trong hầu hết các mô tả sản phẩm của DVD)

## Giải thưởng
| Association                                       | Hạng mục                                                  | Recipient                                                                                  | Kết quảs  |
| ------------------------------------------------- | --------------------------------------------------------- | ------------------------------------------------------------------------------------------ | --------- |
| 20/20 Awards                                      | Best Original Screenplay                                  | James V. Hart & Michael Goldenberg                                                         | Đề cử     |
| 20/20 Awards                                      | Best Adapted Screenplay                                   | James V. Hart & Michael Goldenberg                                                         | Đề cử     |
| 20/20 Awards                                      | Best Actress                                              | Jodie Foster                                                                               | Đề cử     |
| Academy Awards                                    | Best Sound                                                | Randy Thom Tom Johnson Dennis S. Sands William B. Kaplan                                   | Đề cử     |
| Annie Awards                                      | Best Individual Achievement: Effects Animation            | Jay Redd                                                                                   | Đề cử     |
| ASCAP Film and Television Music Awards            | Top Box Office Films                                      | Alan Silvestri                                                                             | Đoạt giải |
| Blockbuster Entertainment Awards                  | Favorite Actor — Drama                                    | Matthew McConaughey                                                                        | Đề cử     |
| Blockbuster Entertainment Awards                  | Favorite Actress — Drama                                  | Jodie Foster                                                                               | Đề cử     |
| Blockbuster Entertainment Awards                  | Favorite Supporting Actor — Drama                         | Tom Skerritt                                                                               | Đề cử     |
| Chicago Film Critics Association Awards           | Best Actress                                              | Jodie Foster                                                                               | Đề cử     |
| Cinema Audio Society Awards                       | Outstanding Achievement in Sound Mixing for Feature Films | Randy Thom Tom Johnson Dennis S. Sands William B. Kaplan                                   | Đề cử     |
| Dallas-Fort Worth Film Critics Association Awards | Best Picture                                              | —                                                                                          | Đề cử     |
| Golden Globe Awards                               | Best Lead Actress in a Motion Picture — Drama             | Jodie Foster                                                                               | Đề cử     |
| Hugo Awards                                       | Best Dramatic Presentation                                | Robert Zemeckis James V. Hart Michael Goldenberg Carl Sagan Ann Druyan                     | Đoạt giải |
| Humanitas Prize Awards                            | Feature Film Category                                     | James V. Hart & Michael Goldenberg                                                         | Đề cử     |
| International Monitor Awards                      | Theatrical Releases — Electronic Visual Effects           | Ken Ralston Stephen Rosenbaum Jerome Chen Jay Redd Sheena Duggal David Jones Debbie Denise | Đoạt giải |
| Jupiter Awards                                    | Best International Actress                                | Jodie Foster                                                                               | Đoạt giải |
| Motion Picture Sound Editors Awards               | Best Sound Editing — Sound Effects & Foley                | —                                                                                          | Đề cử     |
| NAACP Image Awards                                | Outstanding Supporting Actress in a Motion Picture        | Angela Bassett                                                                             | Đề cử     |
| Online Film & Television Association Awards       | Best Sci-Fi/Fantasy/Horror Picture                        | Steve Starkey & Robert Zemeckis                                                            | Đoạt giải |
| Online Film & Television Association Awards       | Best Actress                                              | Jodie Foster                                                                               | Đề cử     |
| Online Film & Television Association Awards       | Best Sci-Fi/Fantasy/Horror Actress                        | Jodie Foster                                                                               | Đoạt giải |
| Online Film & Television Association Awards       | Best Sci-Fi/Fantasy/Horror Actress                        | Angela Bassett                                                                             | Đề cử     |
| Online Film & Television Association Awards       | Best Title Sequences                                      | —                                                                                          | Đoạt giải |
| Online Film & Television Association Awards       | Best Adapted Screenplay                                   | Michael Goldenberg James V. Hart Carl Sagan Ann Druyan                                     | Đề cử     |
| Online Film & Television Association Awards       | Best Music — Original Dramatic Score                      | Alan Silvestri                                                                             | Đề cử     |
| Online Film & Television Association Awards       | Best Film Editing                                         | Arthur Schmidt                                                                             | Đề cử     |
| Online Film & Television Association Awards       | Best Cinematography                                       | Don Burgess                                                                                | Đề cử     |
| Online Film & Television Association Awards       | Best Sound Mixing                                         | Randy Thom Tom Johnson Dennis S. Sands William B. Kaplan                                   | Đề cử     |
| Online Film & Television Association Awards       | Best Sound Effects Editing                                | Phil Benson & Randy Thom                                                                   | Đề cử     |
| Online Film & Television Association Awards       | Best Visual Effects                                       | Ken Ralston Stephen Rosenbaum Jerome Chen Mark L. Holmes                                   | Đề cử     |
| Online Film Critics Society Awards                | Top Ten Films of the Year                                 | —                                                                                          | Đoạt giải |
| Rembrandt Awards                                  | Best Actress                                              | Jodie Foster                                                                               | Đoạt giải |
| Santa Barbara International Film Festival Awards  | Modern Master Award                                       | Jodie Foster                                                                               | Đoạt giải |
| Satellite Awards                                  | Best Visual Effects                                       | Ken Ralston                                                                                | Đoạt giải |
| Satellite Awards                                  | Best Cinematography                                       | Don Burgess                                                                                | Đề cử     |
| Saturn Awards                                     | Best Science Fiction Film                                 | Phil Benson & Randy Thom                                                                   | Đề cử     |
| Saturn Awards                                     | Best Director                                             | Robert Zemeckis                                                                            | Đề cử     |
| Saturn Awards                                     | Best Writer                                               | James V. Hart & Michael Goldenberg                                                         | Đề cử     |
| Saturn Awards                                     | Best Actress                                              | Jodie Foster                                                                               | Đoạt giải |
| Saturn Awards                                     | Best Performance by a Younger Actor/Actress               | Jena Malone                                                                                | Đoạt giải |
| Saturn Awards                                     | Best Music                                                | Alan Silverstri                                                                            | Đề cử     |
| Saturn Awards                                     | Best Special Effects                                      | Ken Ralston Stephen Rosenbaum Jerome Chen Mark Holmes                                      | Đề cử     |
| World Animation Celebration Awards                | Best Use of Animation as a Special FX in a Theatrical     | —                                                                                          | Đoạt giải |